# My Family (film)
My Family is een Amerikaanse dramafilm uit 1995, geregisseerd door Gregory Nava en geproduceerd door Anna Thomas. De hoofdrollen worden vertolkt door Jimmy Smits, Edward James Olmos en Esai Morales.

## Verhaal
In 1920 vertrekt de Mexicaan José Sanchez naar een stadje genaamd Los Angeles. Daar hoopt hij zijn droom te kunnen waarmaken. Sanchez vindt onderdak bij een familielid dat El Californio heet. Daar maakt hij in 60 jaar kennis met José's kinderen, hun familie, hun problemen en hun dromen.

## Rolbezetting
| Acteur               | Personage                |
| -------------------- | ------------------------ |
| Jimmy Smits          | Jimmy Sánchez            |
| Edward James Olmos   | Paco Sánchez             |
| Esai Morales         | Jesus "Chucho" Sánchez   |
| Elpidia Carrillo     | Isabel Sánchez           |
| Enrique Castillo     | Guillermo "Memo" Sánchez |
| Rafael Cortés        | Roberto Sánchez          |
| Michael DeLorenzo    | Butch Mejia              |
| Constance Marie      | Toni Sánchez             |
| Scott Bakula         | David Ronconi            |
| Lupe Ontiveros       | Irene Sánchez            |
| Maria Canals Barrera | Jonge Irene              |
| León Singer          | El Californio            |
| Mary Steenburgen     | Gloria                   |
| Dedee Pfeiffer       | Karen Gillespie          |
| Bibi Besch           | Mrs. Gillespie           |
| Bruce Gray           | Mr. Gillespie            |
| Eduardo Lopez Rojas  | Jose Sánchez             |
| Jenny Gago           | Maria Sánchez            |
| Jacob Vargas         | Jonge Jose               |
| Jennifer Lopez       | Jonge Maria              |